# エフエム戸塚

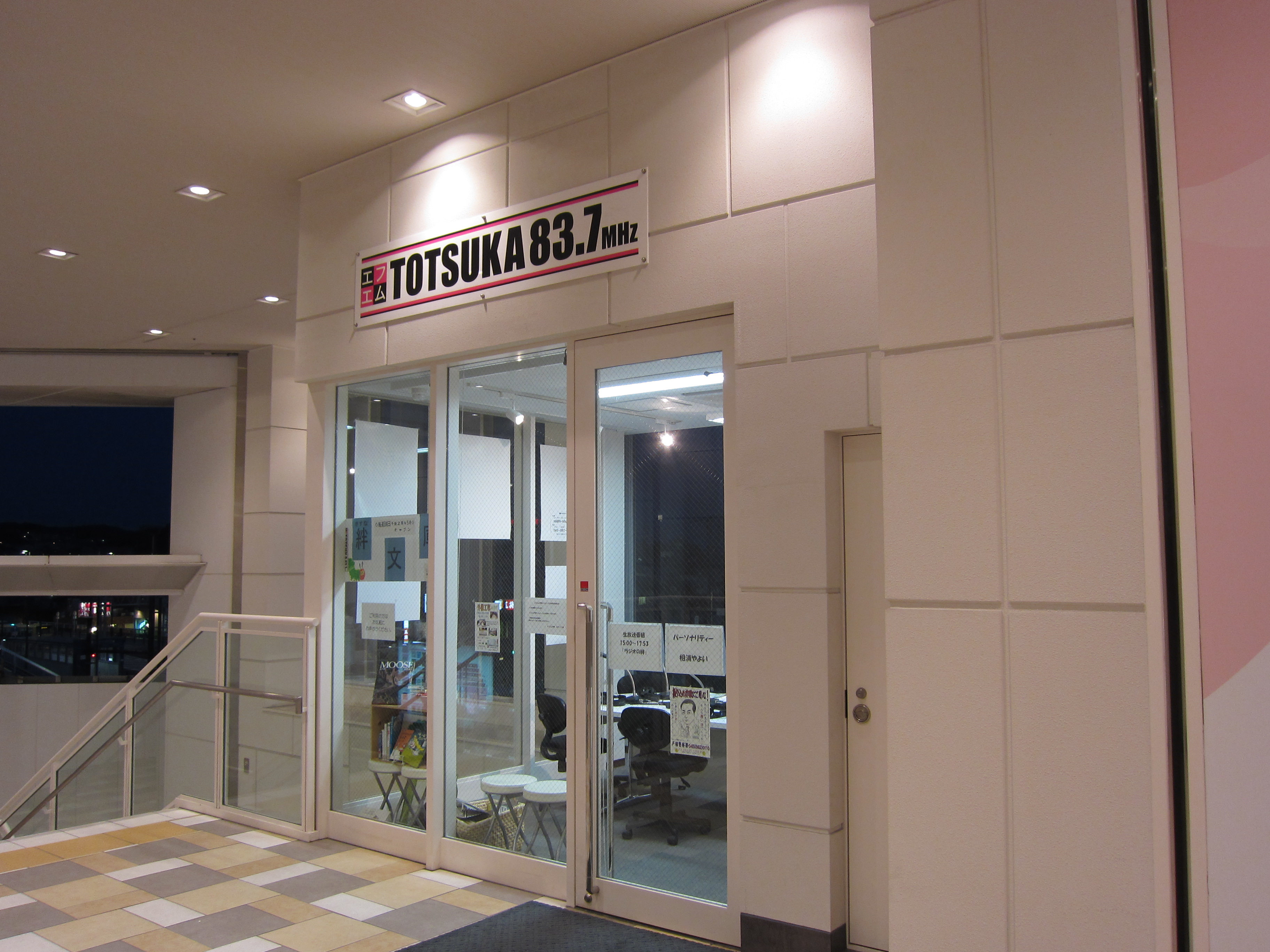
エフエム戸塚サクラススタジオ

株式会社エフエム戸塚（エフエムとつか）は、神奈川県横浜市戸塚区および港南区の各一部地域を放送区域として超短波放送（FM放送）を営む特定地上基幹放送事業者である。 FM TOTSUKAの愛称でコミュニティ放送を行っている。

## 概要
2009年（平成21年）開局。東戸塚地区の不動産会社の新一グループ社長が局の代表も務めており、2019年現在個人で筆頭株主となっている。
本社は東戸塚駅西口のモレラ東戸塚・ベリスタタワー9階で、メインスタジオは同ビルの2階に設置されている。更に、2009年（平成21年）11月27日戸塚駅西口の商業施設サクラス戸塚2階にサテライトスタジオを設置した。
モレラ東戸塚スタジオの前にはモレラパーク広場があり、週末などの屋外ライブ等のイベントを局主催で実施することもある。
世帯カバー率は戸塚区の45.5%、港南区の1.1%。戸塚区・泉区・栄区とは相互協力に関する協定を結んでいる。
自主制作番組がない時間帯には、ミュージックバードが再送信されている。

## 沿革
- 2008年（平成20年）
  - 10月1日 - エフエム戸塚設立発起人会を設立。
  - 12月25日 - 予備免許取得。
- 2009年（平成21年）
  - 1月 - 株式会社エフエム戸塚を設立。
  - 4月28日 - 免許取得。
  - 4月29日 - 開局。
  - 11月27日 - サクラス戸塚にサクラス戸塚スタジオを設置。
- 2010年（平成22年）10月10日 - SimulRadioに加盟し、インターネットでの聴取が可能となる。
- 2011年（平成23年）9月 - キャラクター「さくらとっとちゃん」が誕生。
- 2023年（令和5年）
  - 10月 - JCBAインターネットサイマルラジオでの配信開始（Radimo)
  - 12月31日 - この日をもってSimulRadio,FM聴,ListenRadioの配信終了。

## 主な番組・現在
- おはよう!咲くらじお
- 戸塚井戸端会議。
- Evening station
- モレラ東戸塚ハッピータウン
- 大ちゃん歌さんの人生楽しみま翔（出演：片山大蔵・桂歌助・横浜銀蝿 翔）
- モナオのごきげん歌謡曲
- 目指せ!コンパクトシティ東戸塚
- Radio Familiar
- 戸塚防災インフォメーション・戸塚防犯インフォメーション　ミュージックバードでも同様の番組が放送される時間だが、自社制作を実施している。
- 戸塚区役所インフォメーション・栄区インフォメーション

## 主な番組・過去
- 戸塚エコロジーインフォメーション
- 戸塚区ステキ発見!
- モレラ東戸塚ハッピータウン
- 横浜湘南ラジオドラマＣafe
- ハグ・ザ・ライフ～生命を抱きしめよう～
- モナオと奈々子のごきげん歌謡曲
- 放課後放送部
- シビックプライド・ダイアローグ
- New 1 Radio
- FUTUREGROOVE RADIO
- ふくい舞のI'm Mai.Be Mine

## 主なパーソナリティ・出演者
- 川畑里咲子
- 平瀬友佳
- 野田真紀子
- ikam
- yama
- migiko
- KYAO
- 吉田安梨沙
- 八木裕子
- 勝田有紀子
- 伊与木一彦
- Yacheemi
- Яieko
- kaho*
- 横浜ヨコハマ
- 椿優衣
- 枝豆順子
- TSUGUMI
- 片山大蔵
- 藤芳祥子
- 桂歌助
- 横浜銀蝿 翔
- 相浦やよい
- モナオ
- 石崎みき